# Coachwhips
Coachwhips var ett amerikanskt garagerockband från San Francisco, Kalifornien. 
Bandet bildades 2001 och bestod till en början av sångaren och gitarristen John Dwyer, John Harlow på trummor och Mary Ann McNamara på keyboard. Båda lämnade dock bandet 2003 och ersattes av Matt Hartman och Val-Tronic.
Bandets signum är snabba, enkla låtar med obegripliga texter och många låtar har en längd på mindre än två minuter. Deras stil jämförs ofta med The Gories, Oblivians och The Mummies.